# تايلس أوف أرايس
تيلس أوف أرايس (بالإنجليزية: Tales of Arise)‏ هي لعبة فيديو أكشن تقمص الأدوار طورتها بانداي نامكو ستوديوز ونشرتها بانداي نامكو إنترتينمنت، صدرت في 10 سبتمبر 2021 وتعمل على أجهزة ويندوز، بلاي ستيشن 4، بلاي ستيشن 5، إكس بوكس ون وإكس بوكس سيريس إكس وسيريس أس.